# Верхние Табарли
Ве́рхние Табарли́ (тат. Югары Тәбәрле) — исчезнувший населённый пункт в Агрызском районе современной Республики Татарстан России. Находился на территории современного Табарлинского сельского поселения. Ныне находится на территории Республики Удмуртии.

## География
Находился в северо-восточной части региона, в верховье реки Табарле (тат. Тәбәрле табар «водопой» + суф. ли ~ лы, место для водопоя) (Исследования по татарскому языку [Текст] : [Сборник статей] / Науч. ред. профессора Тумашева Д. Г., Харьков В. Х. — Казань : Изд-во Казан. ун-та, 1977. — 158 с. С. 40), возле современного татаро-башкирского аула Табарле (также Ишкильдино, Шеколдино в дореволюционных источниках).
Примерные координаты 56.291918/52.636020, сохранился небольшой пруд на реке, действует просёлочная дорога.

## История
С 1930 г. в составе Табарлинского сельсовета Агрызского района. Население — 5 человек (1930 г., русские).
В справочных изданиях после 1930 г. не упоминается.

## Население
5 человек (1930, русские).

## Инфраструктура
Было личное подсобное хозяйство.